# Skymark Stadium
Le Hotto Motto Field Kōbe (en japonais : ほっともっとフィールド神戸) est le nom du sponsor du stade de baseball à Kōbe situé dans le Kobe Sports Park, au Japon.
L'équipe professionnelle de baseball, les Orix BlueWave, évolua dans cette enceinte de 1991 à 2004.
Depuis 2005, l'équipe Orix BlueWave ayant fusionné avec l'équipe Osaka Kintetsu Buffaloes, le stade accueille dorénavant les rencontres des Orix Buffaloes.

## Histoire

Logo du stade

En 1988, à l'ouverture du stade, le nom de celui-ci était Green Stadium Kobe (グリーンスタジアム神戸). De 2003 à 2004, Yahoo! devient le sponsor et le stade est rebaptisé Yahoo! BB Stadium (Yahoo! BBスタジアム). C'est en 2005, quand Skymark Airlines (スカイマークエアラインズ) devient le sponsor que l'enceinte prend son nom actuel.